# Aigua dolça

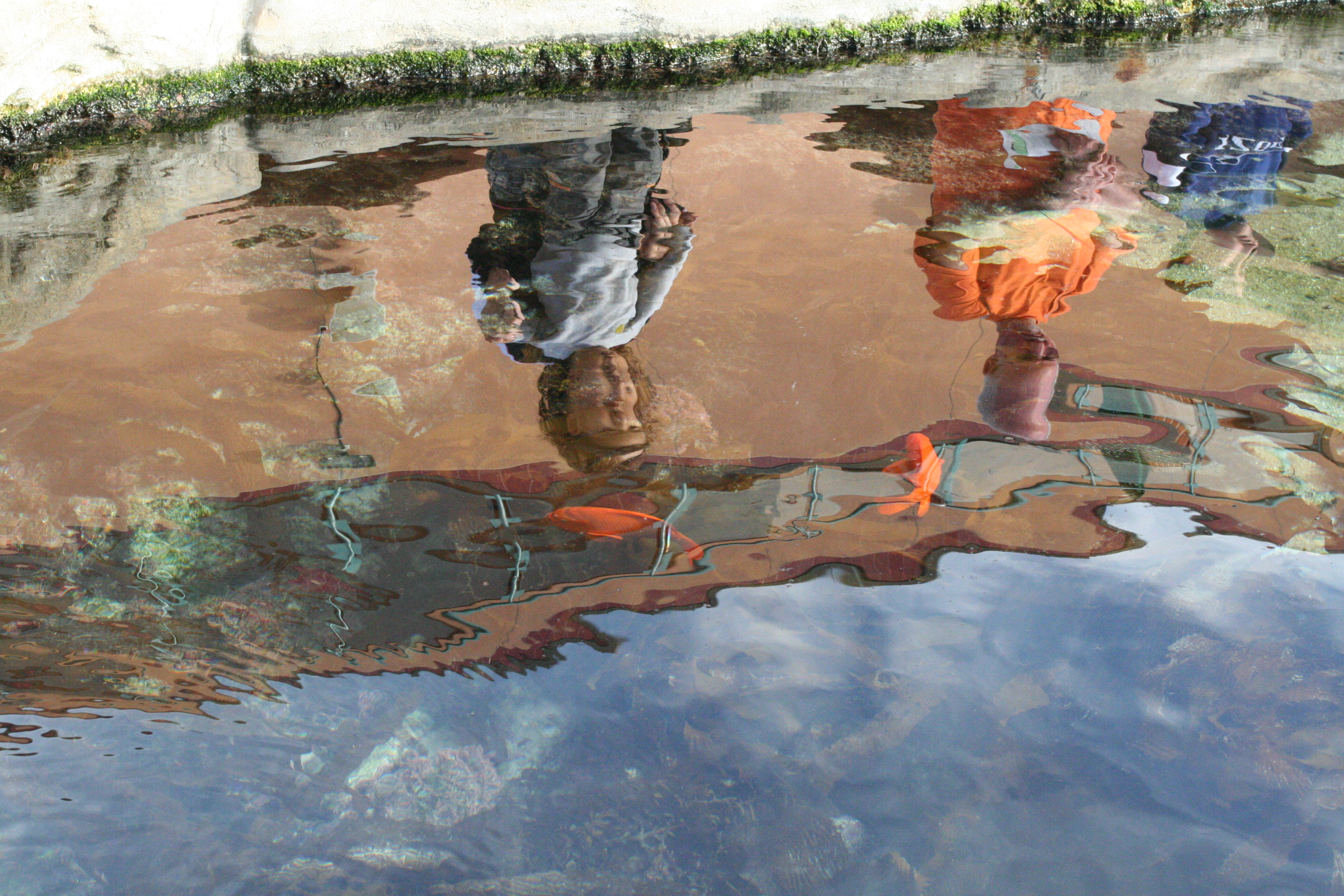
Dues persones reflectides a l'aigua d'un estany amb peixos.

L'aigua dolça o continental, és l'aigua que té concentracions mínimes de sals en dissolució, especialment clorur de sodi. La majoria d'aigua dolça és de rius, llacs i deus subterrànies, i també en forma de neu o gel. En contrast, l'aigua de mar es troba sobretot en els mars i oceans. En darrer terme, tota l'aigua dolça prové de l'atmosfera, en forma de precipitació o condensació. El fet que una aigua sigui dolça no implica que pugui ser potable.
L'aigua dolça, que la majoria d'éssers vius terrestres necessita per créixer i desenvolupar-se, representa només el 2,75% de tota l'aigua del nostre planeta, i a més està desigualment distribuïda. D'aquest 2,75% d'aigua continental (ja que n'hi ha que tenen més concentració de sal que l'aigua marina), el 2,05% es troba en forma de gel, el 0,68% són subterrànies i només el 0,0111% són superficials, de les quals el 0,01% són llacs i estanys, el 0,001% són humitat en el sol i només el 0,0001% és als rius.
L'accés a l'aigua dolça és determinant en l'expansió de les espècies terrestres. També és determinant per la població humana. De fet, es preveu que l'accés a aigua dolça en condicions sanitàries adequades pot provocar molts conflictes en un futur proper.

## Contaminació de l'aigua judicial
L'aigua està contaminada o no és potable quan conté una quantitat de residus tòxics o patològics suficients per posar en perill l'organisme humà, provocant-li alguna malaltia o, fins i tot, la mort. També es considera que una aigua està contaminada si pot causar perjudicis als ecosistemes als que s'allibera.
Les causes principals de la contaminació de l'aigua dolça a la Terra pot provenir d'orígens diferents:
- Domèstic: aigües procedents de la neteja personal, la neteja de la llar,etc.
- Agrícola i ramader: aigües contaminades pels adobs i pesticides, i per les deposicions i els purins dels animals de les granges.
- Industrial: aigües alterades per residus d'origen diferent, com els residus metàl·lics pesants (mercuri, plom, etc.).
- Natural: Les aigües contaminades amb materials com el sulfur d'hidrogen procedents de l'activitat volcànica o metalls pesants que han estat rentats en el seu pas sobre el terreny poden esser una causa de contaminació natural, o no antròpica, de l'aigua.

Els residus humans i d'origen animal, quan es barregen amb l'aigua, originen les aigües residuals o fecals.